# محمد بك العمر
محمد بك بن عمر باشا المحمد (المرعبي)، ويعرف أيضًا باسم محمد بك العمر بالتركية الحديثة: Mohamed Bey Omar Pasha، ولد في طرابلس الشام عام 1902 ميلادية، هو الابن الاصغر لعضو مجلس إدارة متصرفية طرابلس الشام عمر باشا المحمد، والدته هي السيدة مريم بنت حسين بك المحمد وهي اولى زوجات عمر باشا المحمد، جده لابيه هو محمد باشا المحمد قائم مقام عكار التابعة لولاية طرابلس الشام وجده الآخر لوالدته هو حسين بك المحمد قائم مقام حصن الاكراد في سوريا، درس في مدرسة مار يوسف - عينطورة، تعرض محمد بك العمر لمحاولة اغتيال بجوار منزله في برقايل بينما كان عائدا من عمله ليلا، ونجا منها باعجوبة، وسجلت القضية ضد مجهول، توفي محمد بك العمر عام 1962م ودفن في قريته برقايل بجانب والدته السيدة مريم حسين بك

## حياته

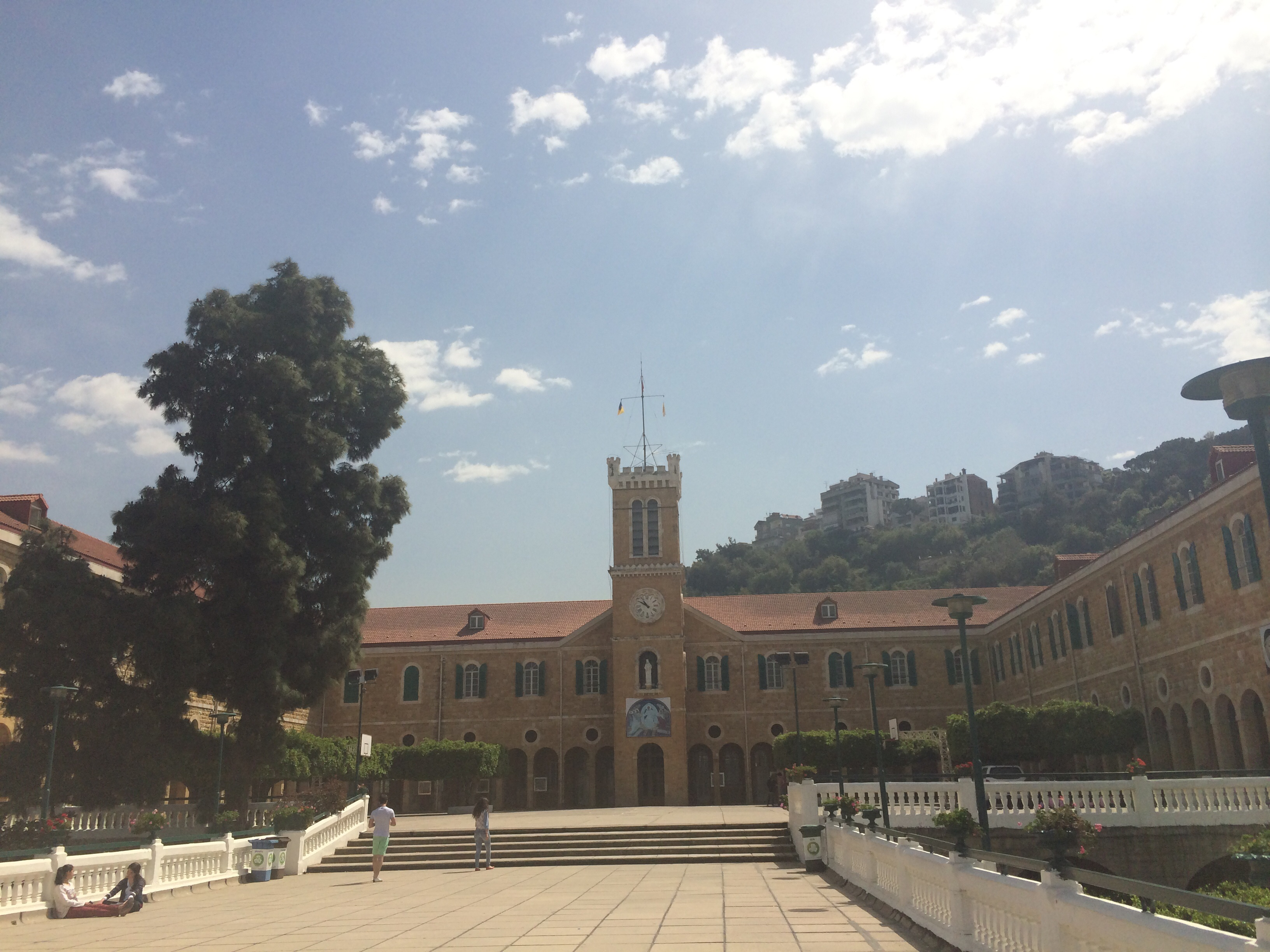
درس محمد بك العمر في مدرسة عينطورة

بدأ محمد بك حياته طالبا في مدرسة مار يوسف - عينطورة التي كانت تعتمد نظام التعليم الداخلي الصارم، كان محمد بك ينتظر نهاية الاسبوع حتى يتنسى له رؤية والده عمر باشا الذي كان ياتي من طرابلس أو بيروت لزيارة ابنه محمد بك فيتجمع التلاميذ حول عمر باشا الذي يبدأ بمداعبة محمد والاطفال ويوزع عليهم الاموال، لا شك ان هذا المشهد ارتسم في مخيلة الطفل محمد بك وكان مدعاة للفخر امام اصدقائه التلاميذ وامام مديرة المدرسة خالدة هانم، كان اهتمام عمر باشا بابنه محمد بك كبيرا خاصة انه جاء متاخرا مقارنة بفارق السن بينه وبين اخوته من ابيه اسعد بك المولود عام 1880م وزكية المولودة عام 1882، كانت والدة محمد بك السيدة مريم بنت حسين بك المحمد تعاني من بعض المشاكل الصحية وهذا ما سبب تاخر ولادته، في منتصف 1901م اقترحت زوجة ابيه الثانية السيدة «الوف عبد القادر شديد رعد» على والدته السيدة مريم الخضوع للعلاج في مستشفى الجامعة الأميركية في بيروت واقنعت عمر باشا بالامر، وهكذا ولد محمد بك في عام 1902م، ونظرا لتعلق عمر باشا بوالده محمد باشا المحمد الذي توفي قبل عامين فى الحج من ولادة حفيده فقد أطلق على ابنه اسم محمد تيمنا به

## قصر التل
عاش محمد بك طفولته متنقلا بين قصر والده في طرابلس وقرية حرار حيث مصيف العائلة، واسعد اوقاته عندما كان يرافق والده خلال فترة جني المواسم، كما كان قصر التل في طرابلس مكانه المفضل، يتالف القصر من بنائين الأول على تل مرتفع ويشرف على ساحة الماشية وهو مكون من ثلاثة طوابق ومساحة كل طابق 440م2، كان القصر مدهون باللون الازرق يعلوه قرميد احمر يقال له قرميد مرسيليا وتزين شبابيكه تماثيل وزخرفات اما داخله فكانت ارضيته من الرخام الابيض والاسود اما الاسقف فكانة مطلية بماء الذهب كما وصفها الباحث طلال منجد، اما المبنى الثاني فهو خلف الأول ومؤلف من طابقين بمساحة 400م2 يعلوه قراميد وهو مخصص لاستقبال الضيوف، يقال ان عمر باشا كلف توفيق بك المهندس الاشراف على ببناء قصره فاستقدم الاخير مهندسين إيطاليين للإشراف على بناء القصر وتزينيه بالنقوش والزخارف، التي توزعت في كل مكان على الأعمدة والمداخل والشبابيك، وحمل هؤلاء المهندسون والعمال الإيطاليون معهم مواد البناء والرخام من إيطاليا، حيث وضع عمر باشا عند مدخل قصره لوحة رخامية تحمل إسمه وتاريخ البناء يعود لعام 1895م
بعد وفاة عمر باشا المحمد في 1911م بيعت حديقة القصر الجانبية للمقرض الطرابلسي محمد بابا الذي اقام فيها مبنى البريد والتلغراف في إحدى اقسامه وحول القسم الآخر إلى مقهى، وفي عام 1928م بيع القصر بظروف غامضة وملتبسة بموجب عقد جبري من المحكمة على اسعد بك العمر فآلت ملكيته لعائلة عريضة، ثم سكنه الرئيس سليمان فرنجية لفترة من الزمن، وبعد ذلك هدم واقيم مكانه مقهى النغريسكو، تعتبر جريمة هدم القصر جزءا من مسلسل طمس معالم مدينة طرابلس التاريخية في ظل غياب تام للبلدية ووزارة الاثار التي لم تحرك ساكنا

## املاكه
صحيح ان وفاة عمر باشا المبكرة عام 1911م جعلت منه يتيما الا ان الله سبحانه وتعالى عوضه بحنان امه وزوجات ابيه حليمة شديد الاسعد وألوف عبد القادر بك شديد رعد، حظى محمد بك برعاية ثلاثة امهات مما عوضه نوعا ما خسارته لابيه، وعندما بلغ واشتد عوده بدا يسعى لاستثمار املاك ابيه الواسعة والتي تشمل أكثر من ثلاثين قرية موزعة بين سوريا ولبنان الذي نشاء حديثا على يد ممثل الاحتلال الفرنسي الجنرال غورو عام 1920م، الا انه صدم عندما علم ان املاك ابيه قد سربت لشقيقه اسعد بك وزكية تحت حجة ان والده عمر باشا قد كتب اغلب املاكه لاولاده اسعد بك وزكية بسبب تاخر ولادته، ولم يتبقى من الثروة الا ستة قراريط من اصل الأربعة وعشرون قيراطا، وان الستة قراريط المتبقية سوف تقسم عليه وعلى اخوته اسعد وزكية وزوجات ابيه الثلاثة
في صبيحة يوم من أيام شهر أغسطس لعام 1939م سمع محمد بك والدته السيدة مريم  تصرخ وتقول ; الحقني يا محمد لقد وقع سقف المنزل على راسي ؛ ما ان دخل محمد بك على والدته حتى وجدها قد فارقت الحياة فتم استدعاء الطبيب على عجل الذي شخص حالتها بسكتة دماغية، دفنت السيدة مريم في مقبرة العائلة بقرية برقايل حسب طلبها

## عائلته
تزوج محمد بك العمر عام 1929م من السيدة فاطمة بنت محمد بك الحسين وهي ابنة خاله وذلك بناء على رغبة والدته السيدة مريم حسين بك المحمد، وانجب منها ثلاثة أبناء
1. علي بك العمر من مواليد 1931م، تزوج من هيام الشويكي شقيقة الدكتور زياد شويكي عميد جامعة دمشق[12] ثم اقترن من أحلام صابوني
2. يمن محمد العمر من مواليد اذار 1934م، تزوجت من عزت بك جودت الإبراهيم المرعبي[13]
3. نجوى محمد العمر من مواليد 11تموز1936م، تزوجت من سعيد السبع[14][15]

## اغاثة المظلوم
صحيح ان محمد بك لم يكن له أي نشاط سياسي يذكر، ولكن تنشئته الإسلامية في كنف اخواله من ال حسين بك المحمد المعروفين بتدينهم وانتمائهم جعلت منه مسلما منتمياً إلى بيئته يستشعر آلام أمته، يروي الحاج عبد الحميد عويضة رئيس بلدية طرابلس الاسبق، ان مأساة اللاجئين الفلسطينيين التي نتجة عن حرب 1948م، دفعت تجار مدينة طرابلس إلى تنظيم اجتماع في خان البطيخ الكائن في محلة باب التبانة، وذلك من اجل تقديم تبرعات مالية وعينية لإغاثة اللاجئين الفلسطينيين الذين اقاموا في مخيم نهر البارد على قطعة ارض تعود ملكيتها لوالده عمر باشا المحمد، وصودف مرور محمد بك في المكان، فسأل الحاج عبد الحميد عويضة الذي كانت تربطه به علاقة صداقة قديمة وتجارة زيت عن سبب تجمع التجار الطرابلسيين، وعندما ابلغه عن السبب استهجن محمد بك عدم دعوته وابلاغه بهذا النشاط، فبادر للتبرع بمبلغ مئة ليرة لبنانية وهي كل ما كان يحمله من نقود، وكان يعتبر مبلغا كبيرا في ذلك الوقت، مما اثار دهشت الحاضرين والتجار

## محاولة الاغتيال
في عام 1952م بعد وصول محمد بك إلى منزله ليلا عائدا من عمله، وبينما كان يدخل حصانه إلى الياخور الواقع اسفل منزله، أطلق ملثم عليه النار من إحدى فتحات الجدار في محاولة لاغتياله، فأصيب الحصان في عنقه وبدأ ينزف حتى الموت، حاول محمد بك اللحاق بالقاتل الذي توارى عن الانظار في الحقول، فتم استدعاء الشرطة المحلية التي اعتقلت أحد الاشخاص وباشرت التحقيقات لمعرفة الفاعل دون الوصول لنتيجة فسجلت القضية ضد مجهول، في تلك السنة كان محمد بك قد رفع العديد من القضايا امام المحاكم اللبنانية في محاولة منه لتثبيت حقوقه في ارث ابيه عمر باشا المحمد،
بعد عام من هذه الحادثة وتحديدا يوم 23 تموز 1953م اغتيل ابن عمه النائب والوزير محمد العبود عند مدخل القصر الجمهوري في محلة القنطاري في غرب بيروت. على يد محمد محمود الشيخ الذي كان قريبا من النائب سليمان العلي، وذلك لخلافات انتخابية، فإطلاق عليه النار لدى خروجه من القصر بعد لقائه مع الرئيس كميل شمعون

## وفاته
في عام 1958م اندلعت الثورة في لبنان ضد حكم رئيس الجمهورية كميل شمعون إذ عمّت التظاهرات والاضرابات أرجاء البلاد. واندلعت في طرابلس معارك مع الجيش وقوى الأمن الداخلي، ذهب ضحيتها المئات بين قتيل وجريح، من دون أن يتزحزح شمعون عن كرسيّه قيد أنملة، فيما عرفت بثورة شمعون، فترك محمد بك قريته برقايل قاصدا دمشق خوفا على عائلته ريثما تهدأ الثورة، ولكنه تفاجأ بوجود تقرير امني بحقه على طاولة عبد الحميد السراج كان قد دسه أحد اولاد عمه، والتهمة كانت جاهزة ومركبة انه ناشط وممول للحزب السوري القومي الاجتماعي الذي اسسه أنطون سعادة، فتم اعتقاله والتحقيق معه من قبل الأمن السوري، إلا إن تدخلات صديقه صائب سلام واطراف أخرى لدى السراج اثمرت افراجا عنه خاصة انه لم يكن له أي نشاط سياسي أو حزبي، في هذه الظروف قتل ابن عمه عبود عبد الرزاق بظروف غامضة خلال أحداث 1958م، لا شك ان ملكية الأرض والصراع على النفوذ كانت سببا رئيسيا للمشاكل التي تعرض لها محمد بك في حياته، بعد أن هدأت الثورة بانتهاء عهد شمعون عاد محمد بك إلى برقايل ولكنه تعرض لسكته قلبيه حادة في 13 تشرين الأول 1962م فتوفي على الفور، ودفن في قريته برقايل بجانب والدته مريم حسين بك المحمد

## شجرة العائلة
{{{حنيفة عمر الذوق}}}{{{محمد بك ابراهيم}}}

{{{فاطمة عثمان بك الاسعد}}}{{{محمد باشا المحمد}}}

{{{علي باشا المحمد}}}{{{عمر باشا المحمد}}}{{{عبد الرزاق بك المحمد}}}{{{خديجة محمد باشا}}}{{{حنيفة محمد باشا}}}

{{{محمود بك العلي}}}{{{عبد الكريم العلي}}}{{{حالد بك العلي}}}{{{اسعد بك العمر}}}{{{محمد بك العمر}}}{{{عبود بك عبد الرزاق}}}